# Welford National Park
Welford National Park är en park i Australien. Den ligger i delstaten Queensland, omkring 1 000 kilometer väster om delstatshuvudstaden Brisbane. Welford National Park ligger 186 meter över havet.
Trakten runt Welford National Park är nära nog obefolkad, med mindre än två invånare per kvadratkilometer.. Det finns inga samhällen i närheten.
Omgivningarna runt Welford National Park är i huvudsak ett öppet busklandskap. Genomsnittlig årsnederbörd är 299 millimeter. Den regnigaste månaden är februari, med i genomsnitt 72 mm nederbörd, och den torraste är april, med 3 mm nederbörd.